# لا ترینیته-ده-مون، کبک
لا ترینیتِه-دِ-مُن (به فرانسوی: La Trinité-des-Monts) قصبه‌ای در منطقه شهری ریموسکی-نژت ناحیه با-سن-لوران در استان کبک کانادا است. در سرشماری سال ۲۰۱۱ این قصبه ۲۷۴ نفر جمعیت داشته‌است و مساحت آن ۲۳۳٫۰۹ کیلومتر مربع است.